# Triton (manga)
Triton (海のトリトン?, Umi no Triton, lett. "Triton del mare") è un manga di Osamu Tezuka serializzato dal 1º settembre 1969 al 31 dicembre 1971 sulla rivista Sankei Shimbun. Ne è stato tratto un anime prodotto da Nippon Ongaku e West Cape Corporation in 27 episodi. La serie è stata trasmessa per la prima volta dal network giapponese TV Asahi nel 1972 e in Italia nel 1982 da alcune televisioni locali con il titolo Toriton e l'omonima sigla dei Rocking Horse.
Il titolo è un chiaro riferimento al Tritone della mitologia greca, figlio del dio del mare Poseidone e della nereide Anfitrite.

## Trama
Più di 50.000 anni fa, la Terra era totalmente diversa da come la vediamo oggi, e i continenti non avevano la stessa disposizione che hanno attualmente. Esisteva ancora, a quell'epoca, la leggendaria città-isola di Atlantide, che un misterioso cataclisma fece del tutto improvvisamente sprofondare per sempre nelle acque.
 A quell'epoca viveva un popolo prospero e pacifico, i Tritoni, esseri mezzi uomini e mezzi pesce, i cui nemici erano i bramosi e crudeli Poseidoni. Ed è proprio a causa dei Poseidoni che avviene la rovina di Atlantide: il loro sovrano Poseidone scatena il terremoto che decreta la fine di Atlantide e l'estinzione di tutti i Tritoni.
Avviene però che una coppia di questi ultimi decide di portare in salvo il loro unico figlio dentro una conchiglia e lasciare che essa venga trasportata dalle acque. La conchiglia viene trovata qualche tempo dopo da un vecchio pescatore di nome Ippei, in Giappone, che lo alleva come se fosse suo figlio nonostante il bambino presenti delle capacità che gli altri bambini non hanno (ad esempio i capelli verdi ed un'innata abilità nel nuoto).
 Giunto all'età di tredici anni, Toriton viene salvato da una delfina bianca, Lukar, che gli rivela il segreto della sua nascita: Toriton è l'ultimo sopravvissuto dei Tritoni ed un grande destino lo attende. Incredulo all'inizio, Toriton si convince quando un mostro gigantesco simile ad una lucertola gigante tenta di attaccarlo cercando di fare una strage tra gli abitanti del suo villaggio.
Spetta quindi a Toriton il gravoso compito di portare la pace nelle acque per evitare così che il crudele Poseidone si impossessi delle creature marine e del mondo intero.

## Personaggi

### Tritoni e alleati
- Toriton: Un ragazzo di tredici anni, ultimo sopravvissuto della stirpe dei Tritoni, dai capelli verdi e con un'innata capacità per nuotare e respirare sott'acqua. Toriton ha il compito di portare la pace e la giustizia nelle acque infestate dai Poseidoni. La sua arma è un pugnale magico, il Pugnale di Olihalkon, capace di generare calore ed emettere una luce accecante, molto letale per i nemici.
- Pipi: Una piccola sirena, anche lei sopravvissuta al massacro dei Tritoni, viene allevata da alcuni trichechi nel Mare del Nord. La sua età approssimativa corrisponde a circa otto o nove anni. È molto allegra e giocherellona, ma alle volte anche arrogante ed egocentrica. I primi rapporti di lei con Toriton sono a dir poco burrascosi, ma col tempo impareranno ad apprezzarsi, specie perché la maggior parte delle volte Toriton la tira fuori dai guai nei quali si caccia per la sua curiosità.
- Lukar: Delfina bianca considerata dagli esseri umani come un animale soprannaturale, è colei che ha rivelato a Toriton il segreto della sua nascita e la sua missione. Ha visto Toriton crescere nell'isoletta del Giappone e lo ha convinto ad adempiere alla sua missione. Ha una sorta di freccia di colore giallo sulla fronte.
- Ilu: Uno dei migliori amici di Toriton e Pipi, è un delfino nipote di Lukar.
- Kalu: Un altro dei migliori amici di Toriton e Pipi, è un delfino anche lui, fratello di Ilu.
- Finn: Delfino occhialuto nipote di Lukar e fratello di Ilu e Kalu.
- Ganomosu: Una tartaruga gigante detta anche "Il Saggio del Mare" dovuto al fatto che ha vissuto molto tempo nelle acque ed ha visto milioni di cose. La sua età è incalcolabile. Si sacrifica per salvare Toriton durante uno scontro con i Poseidoni.
- Proteus: Un vecchio tricheco, è colui che ha salvato Pipi e portata nel Mare del Nord. Rimarrà in stato di ibernazione a causa del soffio congelante di Minotus.
- Rakan: Un celacanto che pare sia a conoscenza del segreto dei Tritoni. È stato reso immortale dallo stesso Poseidone.
- Heptapoda: Un tempo alleata dei Poseidoni, li tradisce per passare dalla parte di Toriton e poter essere libera. Verrà uccisa da una delle magie di Lehar.
- Ippei: Vecchio pescatore giapponese che ha tirato su Toriton come se fosse suo figlio, era a conoscenza anche lui del suo segreto ma non ha mai voluto dire niente a Toriton per paura di perderlo.
- Kazuya Yazaki: 15 anni. Appare solamente nel manga; qui è lui ad aver trovato Toriton ed averlo consegnato poi al vecchio Ippei. Ha un temperamento irascibile e tratta Toriron come fosse un fratello minore.

### Nemici
- Poseidone: Signore del popolo dei Poseidoni, dà la caccia a Toriton per ucciderlo e decretare così la fine definitiva dei Tritoni. Il suo sogno è quello di poter conquistare il mare e, successivamente, il mondo.
- Markus: Cavalluccio marino in grado di teleportarsi da un posto all'altro, funge da messaggero tra Poseidone e i suoi generali. Verrà ucciso dal pugnale di Horialcos di Toriton.
- Nereide: Gran consigliere di Poseidone, il suo aspetto è quello di un uomo dalla testa di tricheco. Il suo abbigliamento è simile a quello degli uomini politici dell'Antica Grecia. Verrà fatto uccidere da Gelbes, su ordine di Poseidone.
- Doritea: Un Comandante della parte settentrionale dell'Oceano Pacifico, è l'unica donna, con Heptapoda, tra i Poseidoni. La sua pelle è violacea e gli occhi sono di colore giallo e senza pupille. I suoi capelli ricordano molto delle alghe verdi e porta una grossa conchiglia come copricapo. Indossa una lunga veste bianca e combatte con una frusta di colore rosso che trasforma in pietra tutto ciò che tocca. Viene sconfitta dallo stesso Toriton e si suiciderà gettandosi con uno squalo nella bocca di un vulcano sottomarino.
- Polifemo: Comandante del Sud Pacifico, di temperamento brutale e feroce, il suo aspetto fisico è quello di un uomo dalla testa di squalo. La sua pelle è di colore giallastro e per combattere usa un gladio. Il suo abbigliamento ricorda molto un guerriero greco. Viene ucciso dai cavallucci marini di Markus dopo l'ennesimo fallimento.
- Brudas: Generale dell'Oceano Indiano, il suo aspetto fisico è quello di un uomo con una testa da tigre e le corna di un bue. Sembra non avere pelle, ma uno strano pelo striato come quello delle tigri. Inoltre, la parte di sopra del suo corpo è scoperta e indossa solo dei pantaloni neri come gli stivali e un mantello bianco. Per combattere usa una spada. Viene sconfitto da Toriton che lo pugnalerà a morte col pugnale di Horialcos.
- Minotus: Signore dell'Oceano Artico, fisicamente è una specie di paguro dall'aspetto umano. Il suo potere è quello di congelare la gente attraverso il suo soffio. Veste una tunica marrone, ma al momento dello scontro con Toriton se la toglie e si rivela la sua corazza. Verrà sconfitto dal pugnale di Horialcos di Toriton.
- Mipet: Signore dell'Oceano Antartico, fratello di Minotus. È una specie di camaleonte dalla pelle marrone chiaro che indossa una corazza da gladiatore, ha una lunga coda. Verrà ucciso da Pipi, che gli lancerà contro una lanterna a petrolio, incendiandolo e facendolo cadere fuori bordo dalla nave sulla cui stava combattendo contro Toriton, con suo fratello Minotus.
- Heptapoda: Secondo generale donna dei Poseidoni, messa nella Prigione del ragno perché si era ribellata a Poseidone e alle sue idee. Giovane ragazza coi capelli lunghi e gli occhi azzurri, che indossa una lunga tunica verde, che sogna di vivere sulla terraferma in armonia e in pace con il mondo. Abile spadaccina, inizialmente avversaria di Toriton, alla fine si alleerà con lui e lo aiuterà nella battaglia contro Lehar e le sue illusioni. Cadrà in battaglia uccisa dalle spade di Lehar, che aveva animato con un incantesimo dopo che Toriton e Heptapoda avevano ucciso le guardie di Poseidone, che Poseidone aveva affidato a Lehar per aiutare il generale nella battaglia contro Toriton.
- Lehar: Principe dell'Oceano Pacifico e successore di Doritea e Polifemo, il suo aspetto fisico è quello di un uomo dalla testa di mandrillo con ai lati due grandi corna bianche. Mago molto potente, ha uno scettro dorato con incastonata una sfera di cristallo e ne possiede un'altra per vedere dove si trova Toriton. Veste una tunica color viola. Accecato dalla luce del pugnale di Toriton, verrà abbandonato nella sua grotta, dopo aver perso i suoi poteri magici.
- Gorseno: Generale del Mediterraneo, il suo aspetto fisico è quello di un uomo-pesce di colore verde. Indossa un mantello color celeste ed un gonnellino di guerra color marrone. Verrà ucciso da Toriton nel Mediterraneo.
- Gelbes: Capo degli Uomini-Pesce, la guardia scelta di Poseidone. Verrà ucciso da Toriton nel palazzo di Poseidone durante l'ultima puntata della serie.
- Meduse: Il servizio di vedetta di Poseidone. Tramite i loro tentacoli, comunicano con Poseidone tutte le mosse di Toriton.
- Milizia di Poseidone: La milizia di Poseidone, oltre ad essere composta dagli uomini-pesce di Gelbes, è composta da varie creature marine, in particolar modo squali, rane pescatrici e pesci sega.

## Media

### Manga
Dopo la prima serializzazione su Sankei Shimbun, avvenuta tra il 1º settembre 1969 e il 31 dicembre 1971, il manga è stato raccolto in 4 tankōbon pubblicati dalla Kōdansha. L'edizione italiana è stata pubblicata dalla Edizioni BD sotto l'etichetta J-Pop nella collezione Osamushi Collection e consiste in due volumi usciti il 20 gennaio e il 24 marzo 2021.
| Nº | Data di prima pubblicazione | Data di prima pubblicazione | Data di prima pubblicazione |
| Nº | Giapponese                  | Giapponese                  |                             |
| -- | --------------------------- | --------------------------- | --------------------------- |
| 1  | 12 ottobre 1979             | ISBN 978-4-06-108789-7      |                             |
| 2  | 13 novembre 1979            | ISBN 978-4-06-108790-3      |                             |
| 3  | 13 dicembre 1979            | ISBN 978-4-06-108791-0      |                             |
| 4  | 11 gennaio 1980             | ISBN 978-4-06-108792-7      |                             |

### Anime
Un adattamento anime è stato trasmesso su TV Asahi dal 1º aprile al 30 settembre 1972. La serie è stata diretta da Yoshiyuki Tomino, le animazioni sono state dirette da Yukiyoshi Hane e la colonna sonora è stata composta da Hiromasa Suzuki. Nei primi 6 episodi compaiono la sigla di apertura Umi no Triton (海のトリトン?) di Kazumi Sudou e Kaguya-hime e la sigla di chiusura Go! Go! Triton (GO! GO! トリトン?) di Yuuki Hide e Suginami Jidou Gasshoudan, mentre nei successivi episodi le sigle sono state invertite.
Il 14 luglio 1979 è stato prodotto un lungometraggio animato.
| Nº | Titolo italiano Giapponese 「Kanji」 - Rōmaji                                       | In onda           | In onda |
| Nº | Titolo italiano Giapponese 「Kanji」 - Rōmaji                                       | Giapponese        |         |
| 1  | Il richiamo del mare 「海が呼ぶ少年」 - umi ga yobu shōnen                          | 1º aprile 1972    |         |
| 2  | La canzone dei sette maelstroms 「トリトンの秘密」 - toriton no himitsu             | 8 aprile 1972     |         |
| 3  | Il pugnale di Olihalkon 「輝くオリハルコン」 - kagayaku oriharukon                  | 15 aprile 1972    |         |
| 4  | La piccola sirena 「北海の果てに」 - hokkai no hate ni                              | 22 aprile 1972    |         |
| 5  | Addio al Mare del Nord 「さらば北の海」 - saraba kita no umi                        | 29 aprile 1972    |         |
| 6  | Verso i Mari del Sud 「行け.南の島!」 - ike. minami no shima!                       | 6 maggio 1972     |         |
| 7  | Una casa per Pipi 「南十字星のもとに」 - minamijūjisei nomotoni                     | 13 maggio 1972    |         |
| 8  | L'isola scomparsa 「消えた島の伝説」 - kie ta shima no densetsu                     | 20 maggio 1972    |         |
| 9  | Il mistero di Kamila 「ゆうれい船の謎」 - yūrei fune no nazo                        | 27 maggio 1972    |         |
| 10 | La scomparsa di Pipi 「めざめろ.ピピ!」 - mezamero. pipi!                           | 3 giugno 1972     |         |
| 11 | La sconfitta di Doritea 「対決・北大西洋」 - taiketsu. hokudai seiyō                | 10 giugno 1972    |         |
| 12 | Addio isola dei delfini 「イルカ島大爆発」 - iruka shima daibakuhatsu               | 17 giugno 1972    |         |
| 13 | Polifemo fallisce ancora! 「巨獣バキューラの追撃」 - kyo kemono bakyura no tsuigeki | 24 giugno 1972    |         |
| 14 | In viaggio per l'Atlantico 「大西洋へ旅立つ」 - taiseiyō he tabidatsu               | 1º luglio 1972    |         |
| 15 | La perdita di un amico 「霧に泣く恐竜」 - kiri ni naku kyōryū                       | 8 luglio 1972     |         |
| 16 | L'avvento di Lehar 「怪人レハールの罠」 - kaijin reharu no wana                     | 15 luglio 1972    |         |
| 17 | La rovina di Atlantide 「消えたトリトンの遺跡」 - kie ta toriton no iseki           | 22 luglio 1972    |         |
| 18 | Taros il gigante 「灼熱の巨人タロス」 - shakunetsu no kyojin tarosu                 | 29 luglio 1972    |         |
| 19 | Il ritorno della Balena Bianca 「甦った白鯨」 - gō,te,sonu?i(maru)                  | 5 agosto 1972     |         |
| 20 | Nella prigione del ragno del male 「海グモの牢獄」 - umi gumo no rōgoku             | 12 agosto 1972    |         |
| 21 | Heptapoda si allea 「太平洋の魔海」 - taiheiyō no ma umi                            | 19 agosto 1972    |         |
| 22 | La maledizione di Armon 「怪奇・アーモンの呪い」 - kaiki. amon no noroi             | 26 agosto 1972    |         |
| 23 | Una foresta pietrificata 「化石の森の闘い」 - kaseki no mori no tatakai             | 2 settembre 1972  |         |
| 24 | I poliformi 「突撃ゴンドワナ」 - totsugeki gondowana                                | 9 settembre 1972  |         |
| 25 | L'inferno di sabbia di Gorseno 「ゴルセノスの砂地獄」 - gorusenosu no sunachi goku  | 16 settembre 1972 |         |
| 26 | Il penultimo scontro 「ポセイドンの魔海」 - poseidon no ma umi                      | 23 settembre 1972 |         |
| 27 | La pace è raggiunta 「大西洋陽はまた昇る」 - taiseiyō yō hamata noboru              | 30 settembre 1972 |         |